# Кононенко Парасковія Іванівна
Парасковія Іванівна Кононенко (? — ?) — українська радянська діячка, голова колгоспу «Більшовик» Прилуцького району Чернігівської області. Депутат Верховної Ради СРСР 2—3-го скликань.

## Життєпис
Народилася в селянській родині.
На 1946—1950 роки — голова колгоспу «Більшовик» села Дубовий Гай Прилуцького району Чернігівської області.
Член ВКП(б) з 1949 року.